# Blundell Peak
Blundell Peak är en bergstopp i Antarktis. Den ligger i Östantarktis. Australien gör anspråk på området. Toppen på Blundell Peak är 141 meter över havet. Blundell Peak ligger vid sjöarna  Spate Jack och Jingbo Hu.
Terrängen runt Blundell Peak är platt åt nordväst, men åt sydost är den kuperad. Havet är nära Blundell Peak åt nordväst. Trakten är glest befolkad. Närmaste befolkade plats är Zhongshan Station, 12,6 kilometer nordost om Blundell Peak. 